# Qualificações para o Campeonato Europeu Sub-21 de 2019 (Grupo 5)
O Grupo 5 das qualificações para o Campeonato Europeu de Futebol Sub-21 de 2019 é formado por: Alemanha, Azerbaijão, Irlanda, Israel, Kosovo e Noruega.
O vencedor do grupo se qualifica automaticamente para o Campeonato Europeu Sub-21 de 2019. Os quatro melhores segundos colocados avançam para a disputa de play-offs.

## Classificação
| Pos | Seleção    | Pts | J  | V | E | D | GP | GC | SG  |
| --- | ---------- | --- | -- | - | - | - | -- | -- | --- |
| 1   | Alemanha   | 25  | 10 | 8 | 1 | 1 | 33 | 7  | +26 |
| 2   | Noruega    | 15  | 10 | 4 | 3 | 3 | 15 | 13 | +2  |
| 3   | Irlanda    | 14  | 10 | 4 | 2 | 4 | 12 | 15 | −3  |
| 4   | Israel     | 14  | 10 | 4 | 2 | 4 | 17 | 18 | −1  |
| 5   | Kosovo     | 12  | 10 | 3 | 3 | 4 | 9  | 12 | −3  |
| 6   | Azerbaijão | 3   | 10 | 0 | 3 | 7 | 6  | 27 | −21 |

|            | GER | AZE | IRL | ISR | KVX | NOR |
| ---------- | --- | --- | --- | --- | --- | --- |
| Alemanha   |     | 6–1 | 2–0 | 3–0 | 1–0 | 2–1 |
| Azerbaijão | 0–7 |     | 1–3 | 1–1 | 0–0 | 1–3 |
| Irlanda    | 0–6 | 1–0 |     | 4–0 | 1–0 | 0–0 |
| Israel     | 2–5 | 3–1 | 3–1 |     | 3–0 | 1–3 |
| Kosovo     | 0–0 | 2–0 | 1–1 | 0–4 |     | 3–2 |
| Noruega    | 3–1 | 1–1 | 2–1 | 0–0 | 0–3 |     |

## Partidas
| 25 de março de 2017 | Irlanda     | 1 – 0     | Kosovo | Tallaght Stadium, Dublin               |
| 14:00               | Shodipo 56' | Relatório |        | Árbitro: DEN Peter Kjærsgaard-Andersen |

| 12 de junho de 2017 | Noruega                                                          | 0 – 3     | Kosovo | Marienlyst, Drammen       |
| 19:00               | Thorsby 3' · Ajer 23' · Risa 66' · Reitan 83' · Hanche-Olsen 87' | Relatório |        | Árbitro: FRO Alex Troleis |

| 31 de agosto de 2017 | Israel                                            | 3 – 1     | Azerbaijão  | Akko Municipal, Acre       |
| 18:30                | Barshazky 12' · E. Peretz 38' · Plakushchenko 57' | Relatório | Jafarov 70' | Árbitro: ROU Cătălin Gaman |

| 1 de setembro de 2017 | Kosovo                       | 3 – 2     | Noruega                   | Stadiumi Olimpik Adem Jashari, Mitrovica |
| 19:00                 | Bytyqi 41', 87' · Hasani 42' | Relatório | Bjørdal 5' · Ødegaard 36' | Árbitro: MLT Fyodor Zammit               |

| 5 de setembro de 2017 | Azerbaijão  | 1 – 3     | Irlanda                         | Dalga Stadium, Baku            |
| 17:00                 | Madatov 12' | Relatório | Manning 9', 37' · Grego-Cox 51' | Árbitro: HUN Sándor Andó-Szabó |

| 5 de setembro de 2017 | Alemanha      | 1 – 0     | Kosovo | Bremer Brücke, Osnabruque    |
| 19:00                 | Eggestein 45' | Relatório |        | Árbitro: MDA Dumitri Muntean |

| 5 de setembro de 2017 | Noruega | 0 – 0     | Israel | Marienlyst, Drammen              |
| 19:00                 |         | Relatório |        | Árbitro: ISL Thoroddur Hjaltalin |

| 5 de outubro de 2017 | Irlanda | 0 – 0     | Noruega | Tallaght Stadium, Dublin                |
| 20:45                |         | Relatório |         | Árbitro: POR Luis Miguel Branco Godinho |

| 6 de outubro de 2017 | Alemanha                                                               | 6 – 1     | Azerbaijão    | Freundschaft, Cottbus                |
| 19:00                | Ochs 8', 37' · Dahoud 34' · Krivotsyuk 53' · Hartel 72' · Teuchert 83' | Relatório | Safarzade 86' | Árbitro: ISL Vilhjalmur Thorarinsson |

| 9 de outubro de 2017 | Irlanda                                     | 4 – 0     | Israel | Tallaght Stadium, Dublin |
| 20:45                | Grego-Cox 1', 38' (pen), 51' · Charsley 35' | Relatório |        | Árbitro: SUI Fedayi San  |

| 10 de outubro de 2017 | Noruega                         | 3 – 1     | Alemanha     | Marienlyst, Drammen        |
| 19:00                 | Thorsby 45', 71' · Ødegaard 56' | Relatório | Teuchert 31' | Árbitro: BIH Ognjen Valjić |

| 9 de novembro de 2017 | Azerbaijão | –         | Alemanha | Dalga Stadium, Baku |
| 12:00                 |            | Relatório |          |                     |

| 9 de novembro de 2017 | Kosovo | –         | Israel | Stadiumi Olimpik Adem Jashari, Mitrovica |
| 16:00                 |        | Relatório |        |                                          |

| 14 de novembro de 2017 | Azerbaijão | –         | Kosovo | Dalga Stadium, Baku |
| 12:00                  |            | Relatório |        |                     |

| 14 de novembro de 2017 | Israel | –         | Alemanha | Itztadion Ramat Gan, Ramat Gan |
| 15:30                  |        | Relatório |          |                                |

| 14 de novembro de 2017 | Noruega | –         | Irlanda | Marienlyst, Drammen |
| 16:00                  |         | Relatório |         |                     |

## Artilheiros
4 gols (1)
- IRL Reece Grego-Cox

3 gols (1)
- NOR Morten Thorsby

2 gols (5)
- GER Philipp Ochs
- GER Cedric Teuchert
- KOS Enis Bytyqi
- IRL Ryan Manning
- NOR Martin Ødegaard

1 gol (17)
- AZE Elnur Jafarov
- AZE Mahir Madatov
- AZE Ilyas Safarzade
- GER Mahmoud Dahoud
- GER Maximilian Eggestein
- GER Marcel Hartel
- ISR Moti Barshazki
- ISR Eliel Peretz
- ISR Maxim Plakuschenko
- KOS Florent Hasani
- NOR Kristoffer Ajer
- NOR Henrik Bjørdal
- NOR Andreas Hanche-Olsen
- NOR Erlend Dahl Reitan
- NOR Birk Risa
- IRL Henry Charsley
- IRL Olamide Shodipo